# Wilhelm von Kanitz
Wilhelm comte von Kanitz (né le 28 juillet 1846 à Podangen et mort le 10 février 1912 à Berlin) est un lieutenant général prussien et commandant de la 20e division d'infanterie à Hanovre.

## Biographie

### Origine
Wilhelm est issu de la noble famille de Kanitz (de). Ses parents sont Emil Carl Ferdinand comte von Kanitz (1807-1877) et son épouse Charlotte von Sydow (de) (1820-1868) de la branche de Stolzenfelde dans la Nouvelle-Marche, le directeur général régional de Prusse-Orientale, député de la Chambre des représentants de Prusse et plus tard de la Chambre des seigneurs de Prusse (1868-1877). Il est frère des parlementaires Hans von Kanitz (1841-1913) et Georg von Kanitz (1842-1922) et du général Alexander von Kanitz (1838-1904)

### Carrière militaire
Kanitz étudie à l'école de l'abbaye de Roßleben et commence à étudier le droit à l'Université de Heidelberg, où il devient membre du Corps Saxoborussia.
Le 18 mai 1866, il s'engage en tant que porte-drapeau dans l'escadron de réserve du 11e régiment d'uhlans (de), passe à la formation mobile et participe avec celle-ci à la guerre contre l'Autriche. En janvier 1867, il est transféré au 1er bataillon de chasseurs à pied et promu au rang de sous-lieutenant le 10 août 1867. En 1870/71, il participe à la guerre contre la France, au cours de laquelle il reçoit la croix de fer de 2e classe. Transféré en 1872 dans le 109e régiment de grenadiers (de), Kanitz devient premier-lieutenant le 11 mars 1873, adjudant de la 58e brigade d'infanterie en 1874 et est commandé à partir de mai 1876 pour un an au service de l'état-major général. En 1877, il est transféré au 2e régiment à pied de la Garde. Il y devient capitaine et commandant de compagnie en 1880 et major en 1889, commandant du bataillon de fusiliers en 1891, lieutenant-colonel à l'état-major en 1895 et colonel en 1897. Le 27 janvier 1898, Kanitz est nommé commandant du 4e régiment de grenadiers de la Garde. En 1901, il est nommé à la tête de la 39e brigade d'infanterie à Hanovre et est nommé commandant de brigade avec la promotion au grade de Generalmajor le 16 juin 1901. Le 27 janvier 1905, il est promu lieutenant-général et chargé du commandement de la 20e division d'infanterie. En 1906, il est mis en disponibilité à sa demande.
En 1907, il prend la présidence du comité administratif de la Fondation Empereur-Guillaume pour les invalides.
Kanitz se marie le 6 juillet 1872 avec Asta Caroline Charlotte von Kunheim (née le 27 décembre 1851). Le mariage reste sans enfant.